# Filippo Argenti
Filippo Cavicciuoli, conosciuto anche come Filippo Argenti o Argente per il suo amore sfrenato per gioielli e ricchezze di ogni genere. (fl. XIII secolo), era un membro della famiglia fiorentina degli Adimari ai tempi di Dante Alighieri: viene citato da quest'ultimo nell'VIII Canto dell'Inferno nella Divina Commedia.
Filippo Argenti appare anche nel Decameron di Boccaccio, nell'ottava novella della nona giornata.

## Notizie storiche
Filippo Cavicciuoli, soprannominato "Argenti" o "Argente" a causa del vezzo borioso di ferrare il cavallo con ferratura d'argento, veniva descritto come "uomo grande e nerboruto, e (...) iracundo e bizzarro più che altro, e dotato di pugna (...) che parevan di ferro" (Boccaccio, Decamerone, ottava novella del nono giorno).
Sempre nei racconti dell'epoca si narra di come una volta prese a schiaffi Dante e di come la sua famiglia si oppose alla revoca del bando a carico del Poeta. Si narra anche che avesse incamerato i beni di Dante finiti sotto confisca. 
I due bambini di Filippo, Giovanni e Salvatore, nacquero a Firenze. Il piccolo Salvatore Argenti si stanziò sembra a Barcellona, suo nipote si spostò fino a Valencia e la sua discendenza si dice abiti a Navarrés.
La disputa tra la famiglia Alighieri e quella degli Adimari nacque quando l'Argenti chiese a Dante, suo vicino di casa, di andare dal giudice e mettere una buona parola al fine di risollevarlo da certi problemi giudiziari; ma Dante, che già all'epoca non vedeva di buon occhio l'Argenti, fece il contrario, aggiungendo ai già esistenti capi d'accusa quello di reiterata usurpazione del suolo pubblico: il che gli fece raddoppiare l'ammenda.
Esiste anche una leggenda riguardante l'Argenti: si dice che girasse a cavallo per le vie di Padova tenendo le gambe ben aperte, in modo da colpire in faccia qualsiasi persona capitasse vicino a lui.
La gente, esasperata da questo comportamento, andò a reclamare in Comune chiedendo che l'Argenti cavalcasse con le gambe più chiuse possibile; la richiesta venne approvata, ma Filippo sfrontatamente continuò a comportarsi come se nulla fosse.
Dante scoprì anche un caso di corruzione all'interno della politica gestionale dell'urbe toscana, in cui era coinvolto proprio Filippo Argenti.
Alcune teorie dicono sia nato intorno al 1266-1267 e morto nel 1298 circa. Siccome Dante lo colloca all'Inferno nella Commedia (7 aprile 1300) e rimane piuttosto fedele con la presenza dei defunti nell'Oltretomba (esclusi Frate Alberigo e Branca Doria, comunque giustificati all'Inferno anzitempo essendo i loro corpi mossi nel mondo reale da demoni) e anche nel caso di Guido Cavalcanti (morto nell'agosto 1300, viene da Dante ricordato a Farinata degli Uberti come vivo essendo l'Inferno attraversato in aprile), è presumibile credere -sebbene non sia un concreto indizio storico- che l'Argenti sia deceduto prima del 7 aprile 1300.
Filippo Cavicciuoli fu un politico schierato dalla parte dei guelfi neri, plausibile motivo in più per odiare Dante e per essere odiato a sua volta.

## La citazione fra i dannati
Filippo Argenti o Argente viene presentato da Dante nella sua Divina Commedia (Inf VIII, 52-63) con uno tra i più violenti e drammatici passaggi dell'intero Inferno. Da secoli lettori e commentatori cercano di spiegare la violenza con la quale sia Dante che Virgilio trattano questo dannato: da un lato si avanza l'ipotesi che, trovandosi nel girone degli Iracondi, Dante entri in contatto con il peccato stesso dell'ira, quasi per comprenderlo a fondo e purificarsi da esso; dall'altro bisogna invece osservare che tale spiegazione non basta a giustificare la ferocia dell'intera scena. Oltretutto, se vogliamo dar retta ai novellatori di Firenze della fine del XIV secolo, si può concludere con sufficiente sicurezza come in questo episodio entri in gioco la vita personale del poeta.
(Divina Commedia, Inferno, VIII, 52-63 - Dante Alighieri)

## Citazioni moderne
Il rapper italiano Caparezza nella canzone Argenti vive (2014  https://www.youtube.com/watch?v=0TX_FP7QNEk  immagina un dialogo "di ritorno" tra Filippo Argenti e Dante: «Ciao Dante, ti ricordi di me? / Sono Filippo Argenti, / Il vicino di casa che nella Commedia ponesti tra questi violenti [...]».
Sempre Michele Salvemini cita Argenti in Canthology, brano presente nell'album Exuvia del 2021.https://www.youtube.com/watch?v=WoX6BW5RCSM